# TrustRank
TrustRank es una técnica de análisis de hiperenlaces descrita en un documento elaborado por la Universidad de Stanford y Yahoo!. Este sistema separa las páginas web útiles de las de spam de manera semiautomática.
Muchas páginas web de spam son creadas sólo con la intención de engañar a los motores de búsqueda. Estas páginas, creadas principalmente por razones comerciales, usan diversas técnicas para lograr una clasificación más alta en los resultados de los buscadores. Mientras que los expertos humanos pueden identificar fácilmente el spam, es demasiado costoso evaluar un gran número de páginas manualmente.
Un método popular para mejorar la clasificación es aumentar artificialmente la importancia percibida de un documento a través de complejos sistemas de vinculación. PageRank de Google y otros métodos creados para determinar la importancia relativa de los documentos de la Web han sido objeto de manipulación.
El método TrustRank solicita que un pequeño conjunto de páginas de ejemplo sean evaluadas por un experto. Una vez que las páginas de buena reputación están identificadas manualmente, se rastrean otras páginas comparándolas con las de ejemplo.  El índice de fiabilidad de una página disminuye a medida que se parece más a las páginas calificadas como spam por los expertos.
Los investigadores que propusieron la metodología TrustRank han seguido perfeccionando su labor mediante la evaluación de temas relacionados, como la medición de la masa de spam.